# Кантат (приток Енисея)
Кантат — река в России, протекает по территории Берёзовского района и ЗАТО Железногорск Красноярского края. Длина — 52 км, площадь водосборного бассейна — 300 км².
Начинается в сосново-осиновых лесах между вершинами 534,2 и 556 м вблизи верховий реки Каракчуль. От истока течёт на север, потом поворачивает на запад. После поворота проходит по долине с крутыми склонами, поросшими пихтово-берёзовым лесом. В среднем течении выходит на равнину и меняет направление течения на северо-западное. В низовьях на реке стоит город Железногорск и образовано Кантатское водохранилище. Впадает в Енисей справа в 2398 км от его устья у посёлка Додоново.
Основные притоки — Сайлык (пр.), Таловый (пр.), Еловый (лв.), Орла (лв., впадает в 23 км от устья), Нюшкевича (пр.), Калантат (лв., впадает в 30 км от устья).
Название реки имеет пумпокольское происхождение.

## Данные водного реестра
По данным государственного водного реестра России относится к Енисейскому бассейновому округу, водохозяйственный участок реки — Енисей от Красноярского гидроузла до впадения реки Ангары без реки Кан, речной подбассейн реки — бассейны притоков Енисея между слиянием Большого и Малого Енисея и впадением Ангары. Речной бассейн реки — Енисей.